# Шен Бернар
Шен Бернар (фр. Chêne-Bernard) насеље је и општина у источној Француској у региону Франш-Конте, у департману Јура која припада префектури Доле.
По подацима из 2011. године у општини је живело 73 становника, а густина насељености је износила 20,22 становника/km². Општина се простире на површини од 3,61 km². Налази се на средњој надморској висини од 215 метара (максималној 223 m, а минималној 197 m).

## Демографија
| 1962. | 1968. | 1975. | 1982. | 1990. | 1999. | 2011. |
| ----- | ----- | ----- | ----- | ----- | ----- | ----- |
| 52    | 58    | 54    | 78    | 68    | 62    | 73    |

График промене броја становника у току последњих година